# Ayer (Washington)
Ayer az Amerikai Egyesült Államok északnyugati részén, Washington állam Walla Walla megyéjében elhelyezkedő önkormányzat nélküli település.
Ayer postahivatala 1951 és 1960 között működött.